# Mars Halamardus
Mars Halamardus (inschriftlich im Dativ Marti Halamarð(o)) ist der Name eines germanischen Gottes, der einzig sicher durch die lateinische Inschrift eines Weihesteins aus dem 1. Jahrhundert aus dem niederländischen Horn in der Nähe von Roermond überliefert ist. Der germanische Beiname wird hinlänglich als der „der (viele feindliche) Kämpfer tötet“ oder der „Männer-, Heldenmordende“ gedeutet als ein Hinweis dafür, dass bei Halamarðus eine mögliche Erscheinungsform des germanischen Tiwaz vorliegt.

## Auffindung und Inschrift

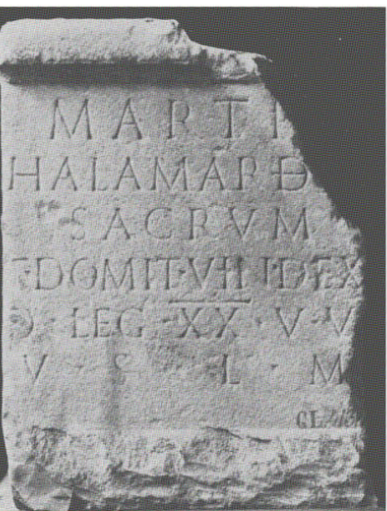

Der Stein war in der Mauerwand der Pfarrkirche von Horn zusammen mit einem Votivstein für den Mercurius Arvernus verbaut und wird vermutlich ursprünglich aus der näheren Umgebung des Kirchdorfs vom unbekannten Fundort und Fundumstände als Baumaterial verschleppt worden sein. Eine erste Erwähnung der Steine geht auf das Jahr 1640 zurück, wonach diese in der Verbauung deutlich wahrzunehmen waren. Im Jahr 1830 gelangten beide Steine nach dem Abbruch des Kirchengebäudes in den Besitz des Roermonder Notars und Antikensammlers Charles Guillon. Heute befinden sich beide Steine im Depot des Rijksmuseum van Oudheden in Leiden. Der schlicht ausgeführte, aus Nievelsteiner Sandstein gefertigte Votivstein (53 × 42 × 35 cm) zeigt einen relativ beschädigten Überlieferungszustand. Zwischen dem abgebrochenen Sockel (Vorder- und Seitenflächen) wird die Inschrifttafel von einem oben umlaufenden Gesims mit halbrundem Profil gefasst. Das Sims ist ab der Mitte zur rechten Seite hin abgebrochen und der Materialabbruch zieht sich schräg nach unten zur rechten Außenkante hin ins Schriftfeld und im weiteren Verlauf der Schmalseite bis zum Sockel.

Die sechszeilige Inschrift in üblicher Capitalis ist bis auf die Beeinträchtigungen des rechtsseitigen Materialabbruchs (Zeile 1 ergänztes O am Zeilenende) gut und klar lesbar. 

„Marti / Halamard(o) / sacrum / T(itus) Domit(ius) Vindex / (centurio) leg(ionis) XX V(aleriae) V(ictricis) / v(otum) s(olvit) l(ibens) m(erito).“

„Das Heiligtum des Mars Halamardus. Titus Domitius Vindex, Centurio der XX. Legion Valeria
Victrix, der sein Gelübde gern erfüllte.“

Der Stein wurde von Titus Domitius Vindex, einem Centurio der Legio XX Valeria Victrix, gestiftet. In der Person des Stifters wird in der Forschung seit Theodor von Grienberger allgemein ein Germane vom Stamm der Bataver gesehen. Die historischen Umstände des relativ kurzen Aufenthalts der XX. Legion in der Provinz Germania inferior in der Zeit von der Mitte des zweiten Jahrzehnts bis zum Jahr 40 und der Verlegung unter Claudius nach Britannien (Castra Devana, das heutige Chester) führten zur Datierung der Inschrift in die Mitte bis zweite Hälfte des 1. Jahrhunderts. Des Weiteren wird durch den Zweck der Inschrift vermutet, dass Vindex diesen Stein als heimkehrender Veteran gestiftet hätte. Stephan Malone führt zudem an, dass unter den niederrheinischen Vindex-Namenbelegen, die er aufgrund der Bedeutung des Begriffs in Bezug zur Verbreitung für ungewöhnlich wertet, ein weiterer Batavers zu finden ist.
Einen weiteren möglichen Inschriftenbeleg für (Mars) Halamarðus führt Malone mit einer Inschrift an, die 1926 im niederländischen Lottum bei Venlo gefunden wurde. Der stark beschädigte und lückenhafte Zustand dieser Inschrift liefert jedoch nur die Möglichkeit des Belegs unter der Zuhilfenahme umfangreicher Emendierungen, beziehungsweise durch umfangreiche Konjekturen zu einer entsprechenden Rekonstruktion.

„[Marti] / H[alamardo] / T(itus) [3] / (centurio) [leg(ionis) 3] / [v(otum) s(olvit) l(ibens) m(erito)].“

„Dem Mars Halamardus (gestiftet/geweiht) durch Titus ... der Legion ... der sein Gelübde gern erfüllt.“

## Beiname und Deutung
Durch den germanischen Beinamen, der gemeinhin als der Männer- oder Heldenmordende übertragen wird, des römischen Mars wird Halamardus als eine mögliche Erscheinungsform des germanischen Gottes Tiwaz (Ziu/Tyr) gedeutet. Die Etymologie des Beinamens sowie die Typologie des Halamarð-us als eine Erscheinungsform des Tiwaz als angesprochener Kriegsgott weichen vom Charakter der Gottheit in den sonstigen relativ zeitgenössischen Quellen ab.
Mit Theodor von Grienbergers grundlegender Untersuchung des Belegs Halamarðus wurde seitdem die Germanizität des Beinamens und damit einhergehend eine Erscheinungsform eines „germanischen Mars“ in der Forschung zum Teil zustimmend oder ablehnend behandelt. Vor Grienberger sah der Privatgelehrte Karl Christ im zweiten Glied des Beinamens Hala-marð eine germanisch beeinflusste Verschreibung aus Merth für Mithras und deutete diese anhand eines zum Vergleich dienenden oberrheinischen Inschriftenbelegs als Nachweis für einen niederrheinischen Mithraskult, der sonst eher in der Germania superior zentriert war. Christs Herleitungen waren jedoch unhaltbar, sie entbehrten sprachlicher Wirklichkeiten und wurden nicht weiter verfolgt.
Grienberger erkannte entgegen dem relativ zeitgenössischen Christ in der zweigliedrigen Gestalt des Namens in den Einzelgliedern Hala- und -marð germanische Lexeme. Er verglich Hala- mit altnordisch halr, halir (i-Stamm) und altenglisch hæle (jo-Stamm), zu deutsch ‚Mann, Herr‘. Das im zweiten Glied vorliegende -marð stellte er zum Grundwort *marða- oder *marðu- zu deutsch Mord. Er kommt unter formalen Schwierigkeiten in der Stamm- und Wortbildung zur Gesamtinterpretation des Namens und der Funktion des Gottes als der Mann- oder Männermordende und diesbezüglich als Charakterisierung der kriegerischen Wesenhaftigkeit des Tiwaz (Ziu/Tyr).
Siegfried Gutenbrunner kritisierte Grienbergers Lösung in der Stammbildung, indem er darauf verwies, dass bei halir im Auslaut ein alter Dentalstamm auf -þ (th) zu Grunde liegt, wie er im Beleg der altenglischen Form hæleþ zu germanisch *haliþz = Held vorliegt. Entgegen Grienbergers Postulat eines i-Stamms hat hali- sich aus diesem Dentalstamm entwickelt. Daraus erschloss Gutenbrunner, das entgegen dem inschriftlichen hala eher haleða zu erwarten wäre. Diesen Umstand bewertete Gutenbrunner von seiner Gewichtung her geringer als Grienbergers Ausführungen zum zweiten Glied -marð. Grienberger versuchte das inschriftliche -marð unter Hinzuziehung der Belege aus dem mittelhochdeutschen mart, altenglisch meard und altnordisch mordr für „der Marder“ als grundlegendes Motiv zu plausibilisieren, da der Marder ein heimtückischer Mörder sei. Gutenbrunner verwirft diese Herleitung zur Gänze, da diese von Grienberger beigebrachten Belege einzelsprachlich nicht „Marder“, sondern primär „Braut“ bedeuten. Letztlich sieht er insgesamt daraus folgend die Germanizität des Halamarðus nicht so sicher belegt, wie es Grienberger und Helm sahen, insbesondere die Deutung des Namens als „Mannmörder“. Weiterhin vermutete er einen Fehler in der Inschrift, der zu dessen Unverständlichkeit führt.
Jan de Vries folgte Gutenbrunners Skepsis, nachdem er zuerst Grienberger und dessen Bestätigung durch Helm folgte. Er verweist mit Gutenbrunner auf den Dentalstamm in halr und wertet Grienbergers Annahme als „recht unsicher“, ohne das zweite Glied des Namens zu behandeln. Aus diesen sprachlichen Umständen heraus sieht de Vries daher auch religionsgeschichtlich die Figur des Mars Halamardus als eine Form des Tiwaz nicht überzeugend belegt.
Norbert Wagner sieht in Halamarðus ein Rektionskompositum „Helden tötend“ vorliegen. In der onomastischen Behandlung der altgermanischen Stammesnamen wie der Chalier geht er von der grundlegenden indogermanischen Wurzel *kalet für Held als Basis aus. Er sieht im Hala-Erstglied einen parallelen Beleg einer Nebenform, die mit oder ohne Dentalsuffix anstatt eines generellen Dentalschwunds erscheinen kann. Insoweit sieht er Grienbergers grundlegenden Ansatz als korrekt für das Erstglied des Namens an und in Anbetracht bestehender Schwächen (Kritik Gutenbrunner, de Vries) für dessen Gesamtdeutung des Namens.
Rudolf Simek und zuvor René Derolez folgen de Vries und Gutenbrunner in der Zurückhaltung in Halamarðus einen Beleg einer Erscheinungsform des Tiwaz zu sehen. Derolez bezweifelt durch den Inschriftenbefund und insbesondere durch die forschungsgeschichtlichen Deutungen, den sicheren Beleg einer germanischen Gottheit vorliegen zu sehen.
Günter Neumann folgt Wagners Lösung der sprachlichen und etymologischen Probleme und bindet den Beleg in seine namenkundlich-ethnologischen Untersuchungen der linksrheinischen germanischen Bevölkerungen (Germani cisrhenani) ein. Neumann sieht in den Namenbelegen des Mars Halamarðus und des Hercules Magusanus, das die germanischen Beinamen Zeugen eines kulturellen Phänomens darstellen und sprachliche Relikte einer germanischen Bevölkerung zeigen, die sich in einem gallo-römisch bestimmten Umfeld unter einer fortschreitenden Akkulturation befindet.
Für die Schwierigkeit der Deutung des Namens sieht Piergiuseppe Scardigli bei einer Untersuchung des sprachlichen Umkreises der rheinischen Matronennamen neben anderen exemplarisch bei Halamarðus eine Erscheinung vorliegen, dass bei den älteren und ältesten Inschriften alte dialektale Gegebenheiten vorliegen würden, die in den heute bekannten Dialekten des primär westgermanischen Kontinuums nicht fortgeführt wurden beziehungsweise heute entsprechend nicht mehr erschließbar sind. So sei erklärbar, das ad hoc erkennbare germanische Wurzeln und Glieder im Namengut in der Zusammensetzung undurchsichtig dunkel erscheinen. Zudem führt er an, dass diese dialektalen Formen altes indogermanisches und vorindogermanisches Sprachgut enthalten können.